# Мило Димитријевић
Миливоје Мило Димитријевић (28. септембар 1929 — 5. октобар 1997) био је српски академски сликар и професор Универзитета у Београду.

## Биографија
Рођен је у Београду 1929. године. После II мушке гимназије завршио је Факултет ликовних уметности 1953. године у Београду и трећи степен (Специјалка) на истом факултету 1955. године у класи Недељка Гвозденовића. Био је члан Удружења ликовних уметника Србије од 1953. године Борави на студијском путовању у Италији 1958. године, проучавајући ренесансне мајсторе, после чега одлази на студије сликарства у Амстердам код сликара Карела Апела (Karel Appel) оснивача авангардног покрета Кобра, као стипендиста холандске Комисије за културне везе са иностранством. Окружен сликарским талентима свих земаља и континената, завршава студије 1959. године. Изузетно поштовање према Апелу изражава сликом „Карел Апел у Византији“. Сам уметник о тим студијама каже да је на њима највише научио, упознао и проверио колико мора да се ослобађа домаћих тумачења сликарства Европе.
Као службеник Народног музеја у Београду 1959. године завршава државни испит из Конзервације, а 1960. из Рестаурације слика, икона и фресака. Већ тада његова уметничка полазишта означавају да су у основама ликовности најснажније средњовековне српске фреске по манастирима. У почетку слика експресионистички, широким потезима и густом и сажетом хроматиком, а затим се развија у правцу геометријске и лирске апстракције, с осећањем за структуру у простору и прозирну сликарску материју.  Од 1962. био је професор Слободног цртања на Одсеку за пејзажну архитектуру и хортикултуру, Шумарског факултета, Универзитета у Београду. Био је члан удружења „Лада“. Умро је 1997. године у Београду.

## Уметнички рад
Уметничка активност огледа се у професионалној излагачкој делатности у земљи и иностранству. Паралелно са уметничким делатностима, бавио се друштвеним активностима у култури, ликовном естетиком, публикацијама, есејистиком, илустрацијама, очувањем културног наслеђа и и педагошким радом.

### Самосталне изложбе у земљи
- Десет самосталних изложби у Београду од 1959. до 1995.
- Ретроспективна изложба (постхумно) 29. јануар до 10. фебруар 2015. (Галерија УЛУС)[4]

### Самосталне изложбе у иностранству
- 1963. Амстердам, Холандија, галерија „Drie Hendricksen“
- 1970/71. Лондон, Велика Британија „Woodward House“

### Колективне изложбе у земљи и иностранству
- од 1953. изложбе УЛУС-а и СУЛУЈ-а
- 1958. Хаг, Холандија „Galery PLAAC“
- 1958. Бијенале младих, Ријека
- од 1960. заступљен на 22 Октобарска салона
- I и II тријенале у југословенске уметности, Београд
- 1962. New York, Brooklyn Museum, International Biennale
- 1963. Тунис, Изложба југословенске савремене уметности
- 1963, 1964, 1967, 1972. Бијенале, Сомбор
- 1963. Изложба НОБ-а, Београд
- 1963. Изложба ВИТРАЈ, Београд, Музеј примењене уметности
- 1964. Меморијал Надежде Петровић, Чачак
- 1973. Изложба УЛУС-а, Љубљана
- 1986. VIII савезна изложба Тузла – Дубровник
- 1986. изложбе УЛУС-а, Подгорица, Скопље, Сарајево, Ужице

Поред заступљености на домаћим и светским ликовним смотрама, значајан је и рад Мила Димитријевића, како у удружењима, тако и у ликовним колонијама.

## Критика
Песник Миодраг Павловић истиче приврженост Мила Димитријевића традицији и истовремено „модерном времену“ напомињући да су његова ликовна остварења „усклађена са најбољим сликарским тежњама свога века“ одајући му притом највеће признање: да Милово дело већ припада оставштини за будућност и да је то „сликарство које се може волети“.
Коста Димитријевић, књижевник и новинар, категорише остварења Милових ликовних сновиђења и доживљаја као животна, а аутора сврстава у групу оних који не прихватају идеје ванпредметних, ванпределских појмова и своје сликарство не одваја од живота. Димитријевић је доследан свом уверењу да је најважније не изневерити своје сликарске завичајне корене за животност израза, а нарочито признати постојање боја, што га са вештином компоновања слике и чини значајним уметником.